# Braćevci
Braćevci (cirill betűkkel Браћевци, bolgárul Брачевци (Brácsevci)) egy falu Szerbiában, a Piroti körzetben, a Dimitrovgradi községben.

## Népesség
- 1948-ban 201 lakosa volt.
- 1953-ban 190 lakosa volt.
- 1961-ben 139 lakosa volt.
- 1971-ben 80 lakosa volt.
- 1981-ben 52 lakosa volt.
- 1991-ben 28 lakosa volt
- 2002-ben 12 lakosa volt, akik közül 6 bolgár (50%), 5 szerb (41,66%) és 1 macedón.